# Tamura Yukari
Tamura Yukari (田村 ゆかり (Điền Thôn Do Hương Lí) sinh ngày 27 tháng 2, 1976) là một nữ ca sĩ-nhạc sĩ và diễn viên lồng tiếng người Nhật nổi tiếng đến từ tỉnh Fukuoka, cô cũng là thành viên của I'm Enterprise. Người hâm mộ gọi cô một cách trìu mến là Yukarin, cô nổi tiếng vì sở hữu một giọng ca khá cao và thu hút trong trang phục Lolita. Cô khởi đầu sử nghiệp như một diễn viên lồng tiếng vào năm 1997, và phát hành đĩa đơn đầu tay là "Yūki o Kudasai" vào ngày 26 tháng 3 năm 1997.
Mặc dù đã thành công với vai trò seiyū, nhiều nhạc phẩm của cô đã được chọn làm các ca khúc chủ đề mở đầu và kết thúc trong một số bộ anime, hơn nữa chúng còn lọt vào tốp 100 trên bảng xếp hạng đĩa đơn và album của Oricon. Vai diễn Takamachi Nanoha trong sê-ri Magical Girl Lyrical Nanoha đã góp phần làm tăng sự nổi tiếng của cô, đồng thời một số đĩa đơn của Tamura ("Little Wish ~lyrical step~", "Spiritual Garden", "Hoshizora no Spica", "Beautiful Amulet") được dùng làm ca khúc kết thúc cho phiên bản anime chuyển thể của tác phẩm.
Hai nhân vật Takamachi Nanoha và Furude Rika do cô lồng tiếng rất được yêu thích và được fan bình chọn trở thành Champion của Saimoe năm 2005 và 2007.

## Cuộc đời và sự nghiệp
Sinh ra tại thành phố Fukuoka, tỉnh Fukuoka, Tamura gây được sự chú ý vì đã ủng hộ phong cách thời trang Lolita lúc bấy giờ, cô mặc quần áo kiểu Lolita ra nơi công cộng, và cả trong một số nhạc phẩm do cô sáng tác, thường là video ca nhạc và trên bìa các CD của mình. Năm 2001, Tamura thành lập một đơn vị âm nhạc gọi là Yamato Nadeshiko với một seiyū nổi tiếng khác, Horie Yui. Hai đĩa đơn đã được phát hành từ đó là: "Mō Hitori no Watashi" và "Merry Merrily" - sau này trở thành các bài hát chèn trong Love Hina Christmas Special.
Ngày 1 tháng 1 năm 2007, Tamura thay đổi cơ quan đào tạo tài năng của cô từ Arts Vision sang I'm Enterprise, một công ty con của Arts Vision, và vào ngày 1 tháng 4 năm 2007, công ty thu âm chính thức của Tamura đã chuyển từ Konami sang King Records, tuy nhiên, không có nhiều ảnh hưởng đến sự nghiệp của Tamura bởi vì thực tế việc sản xuất thu âm của Konami được thực hiện bởi King Records. Cô cũng là người dẫn các chương trình anime trên sóng truyền hình vệ tinh Animax Nhật Bản.

## Vai diễn nổi bật
Các vai chính được in đậm

### Animation
1997
- Battle Athletes Victory: Ayla V. Roznovsky (lúc nhỏ)
- Tenchi Muyo!: Yoshinaga

1998
- Thám tử lừng danh Conan: Aoshima Mina (tập 121 - 122); Konno Yuka (tập 414)
- Futari Gurashi: Saitō Hikaru

1999
- Angel Links: LiEF baby; Sally; Yayoi; Yee
- The Big O: forensics
- Boogiepop Phantom: Kishita Kyoko
- Dai-Guard: Tanigawa Fūka

2000
- Dotto Koni-chan: Moro
- Hero Hero-kun: Kira Kira
- The King of Braves GaoGaiGar Final: AnRyu; KouRyu; TenRyuJin
- Labyrinth of Flames: Kasumi
- Miami Guns: Lu Amano
- Muteki Ou Tri-Zenon: Munakata Rikō; Kyō Kuramu
- Oh! Super Milk-Chan: Hirosue
- Platinumhugen Ordian: Mei Li
- Shin Megami Tensei: Devil Children: Nekomata

2001
- Galaxy Angel: Ranpha Franboise
- Memories Off: Kaoru Otoha
- Pretear: Yayoi Takato; Tipi
- s-CRY-ed: Kanami Yuta
- The SoulTaker: Sakurai Asuka

2002
- Galaxy Angel A: Ranpha Franboise
- Galaxy Angel Z: Ranpha Franboise
- G-On Riders: Zero
- Kanon: Kawasumi Mai
- King of Bandit Jing: Rose
- Mirmo! (2002–2005): Koyomi
- Naruto: Tenten
- Nurse Witch Komugi: Asuka Sakurai
- Onegai ☆ Teacher: Ichigo Morino
- Pita Ten: Misha
- Zaion: I Wish You Were Here: Ai

2003
- D.C.: Da Capo: YoshinoSakura
- Galaxy Angel AA: Ranpha Franboise
- Godannar: Ellis Valentine
- Onegai Twins: Morino Ichigo
- R.O.D the TV: Nishizono Haruhi và Nishizono Natsumi

2004
- DearS: Nia
- Final Approach: Miki Moriya
- Galaxy Angel X: Ranpha Franboise
- Godannar (season 2): Ellis Valentine
- Interlude: Tamaki Maiko
- Kujibiki Unbalance:Komaki Asagiri
- Magical Girl Lyrical Nanoha: Nanoha Takamachi
- The Melody of Oblivion: Koko
- Midori no Hibi: Shiori Tsukishima
- My-HiME as Midori Sugiura
- Nurse Witch Komugi-Chan Magikarte Z: Asuka Sakurai
- Le Portrait de Petit Cossette: Kaori Nishimoto
- Uta∽Kata: Michiru Munakata
- Vulgar Ghost Daydream: Ai Kunugi

2005
- AIR: Michiru
- Best Student Council: Rino Randō
- D.C.S.S.: Da Capo Second Season: Sakura Yoshino
- Full Metal Panic!: The Second Raid: Kurz's AI
- Itsudatte My Santa!: Maimai
- Jinki:EXTEND: Rui Kousaka
- The King of Braves GaoGaiGar Final -Grand Glorious Gathering-: AnRyu; KouRyu; TenRyuJin
- Magical Girl Lyrical Nanoha A's: Nanoha Takamachi
- My-Otome: Midori
- Otogi-Jūshi Akazukin OVA: Akazukin
- Shakugan no Shana: Tiriel ("Aizenta")
- SoltyRei: Celica Yayoi
- Trinity Blood: Wendy

2006
- Galaxy Angel Rune as Ranpha Franboise
- Higurashi no Naku Koro ni as Rika Furude
- Kanon: Kawasumi Mai
- Kashimashi: Girl Meets Girl as Tomari Kurusu
- Otogi-Jūshi Akazukin as Akazukin
- Ouran High School Host Club as Éclair Tonnerre

2007
- CLANNAD: Sunohara Mei
- D.C. II: Da Capo II as Sakura Yoshino
- Gintama as Saki Hanano
- Higurashi no Naku Koro ni Kai as Rika Furude and Frederica Bernkastel
- Heroic Age as Tail Ol Nahilm
- Idolmaster: Xenoglossia as Iori Minase
- Magical Girl Lyrical Nanoha StrikerS as Nanoha Takamachi
- MOETAN as Ink Nijihara/Pastel Ink
- Mushi-Uta as Azusa Horizaki/Minmin
- Myself; Yourself as Syuri Wakatsuki
- Shakugan no Shana II as Tiriel ("Aizenta")
- Sketchbook: full color'S as Nagisa Kurihara
- Sugarbunnies as Charlotte, Momousa
- Tokimeki Memorial Only Love as Yukari Higashino

2008
- CLANNAD ~After Story~: Sunohara Mei
- D.C.II S.S.: Da Capo II Second Season as Sakura Yoshino
- Kaitō Tenshi Twin Angel as Haruka Minatsuki
- Kuroshitsuji as Elizabeth Middleford
- Monochrome Factor as Lulu
- Nabari no Ou as Shinraban-sho

2009
- Asu no Yoichi! as Chihaya Ikaruga
- Higurashi no Naku Koro ni Rei as Rika Furude
- Kämpfer as Kurousagi Seppuku
- Kurokami as Excel
- Toaru Kagaku no Railgun as Miho Jufuku
- Umineko no Naku Koro ni  as Bernkastel

2010
- B Gata H Kei as Yamada
- Katanagatari as Togame
- Kuroshitsuji II as Elizabeth Middleford
- Magical Girl Lyrical Nanoha THE MOVIE 1st as Nanoha Takamachi
- Mayoi Neko Overrun! as Kaho Chikumaen
- Ore no Imōto ga Konna ni Kawaii Wake ga Nai as Kanako Kurusu, Meruru
- Seikon no Qwaser as Eva-R
- Tantei Opera Milky Holmes as Saku Tooyama
- IS (Infinite Stratos) as Shinonono Tabane

2011
- Kämpfer für die Liebe as Kurousagi Seppuku
- Astarotte no Omocha! as Asuha Tōhara
- Steins;Gate as Suzuha Amane

### Game
1997
- Armored Core as Computer Voice
- Eberouge as Euross Prombanth

1998
- Honoo no Ryourinin: Cooking Fighter Hao as Cumin
- Rhapsody: A Musical Adventure Myao
- Star Gladiator 2 as June; Elle
- Tokyo Majin Gakuen Kenpuchō as Kyouko Tohno

1999
- Little Princess: Maru Oukoku no Ningyou Hime 2 as Myao; Nyancy; Nyanko
- L no Kisetsu -A piece of memories- as Yumikura Sayaka
- Memories Off as Kaoru Otoha
- Tokimeki Memorial 2 as Mei Ijuuin
- True Love Story 2 as Kunshi

2000
- Kanon: Kawasumi Mai
- Angel's Present: Chronicles of the Marl Kingdom as Myao

2001
- AIR: Michiru
- Angelic Concert as Rivale Klinon
- Tomak～Save the Earth～Love Story (2001) as Yumi

2002
- Galaxy Angel as Ranpha Franboise
- Grandia Xtreme as Myam
- La Pucelle: Tactics as Chocolat gang
- Soul Calibur II as Talim
- Tokyo Majin Gakuen Gehōchō as Kyouka Tohno

2003
- Angelic Vale as Soleil
- Bistro Cupid 2 as Nemesia Wormwood
- Dancing Sword Senkou as Mimi
- Galaxy Angel Moonlit Lovers as Ranpha Franboise
- Ichigeki Sacchu!! HoiHoi-san as Hoihoi-san
- Interlude as Tamaki Maiko
- Nobunaga no Yabou Online as Female character
- Quiz Magic Academy as Clala
- SAKURA: Setsu Getsu ka as Asuka Izomo
- Shikigami no Shiro II as Arala Cran
- SNOW as Asahi Hiyorigawa
- Soulcalibur II as Talim

2004
- Angelic Concert Encore as Rivale Klinon
- Berserk Millennium Falcon Arc: Seimasenki no Sho as Evarella
- CLANNAD: Mei Sunohara
- D.C.P.S.: Da Capo Plus Situation as Sakura Yoshino
- DearS as Nia
- Final Approach as Miki Moriya
- Galaxy Angel Eternal Lovers as Ranpha Franboise
- Monochrome as Chitose Kirioka

2005
- Best Student Council as Rino Randŏ
- D.C. Four Seasons: Da Capo Four Seasons as Sakura Yoshino
- Lucky ☆ Star: Miyakawa Hikage
- Mai-HiME - Unmei no Keitouju: Sugiura Midori
- Memories Off After Rain as Kaoru Otoha
- NANA as Misato Uehara
- Soulcalibur III as Talim
- Soulcalibur III: Arcade Edition as Talim
- White Princess the Second as Hanoka Sakurano

2006
- Blade Dancer: Sennen no Yakusoku as Tess
- Disgaea 2: Cursed Memories as Rozalin
- Galaxy Angel II Zettai Ryouiki no Tobira as Ranpha Franboise
- Higurashi Daybreak as Rika Furude
- Myself; Yourself as Shuri Wakatsuki
- Rumble Roses XX as Lambda
- Shakugan no Shana as Tiriel ("Aizenta")

2007
- Fate/stay night Realta Nua as Luviagelita Edelfeld
- Galaxy Angel II Mugen Kairou no Kagi as Ranpha Franboise
- Higurashi Daybreak Kai as Rika Furude
- Higurashi no Naku Koro ni Matsuri as Rika Furude, Rika's Mother
- Naruto Shippuuden: Narutimate Accel 2 as Tenten
- NiGHTS: Journey of Dreams as NiGHTS
- Shining Force EXA as Faulklin
- Star Ocean: First Departure as Perisie

2008
- D.C.II P.S.: Da Capo II Plus Situation as Sakura Yoshino
- Higurashi no Naku Koro ni Kizuna as Rika Furude
- Osouji Sentai Clean Keeper as Keiko Natsukawa
- Quiz Magic Academy 5 as Clala
- Soulcalibur IV as Talim

2009
- Soulcalibur Broken Destiny as Talim
- Steins;Gate as Suzuha Amane

2010
- Himawari -Pebble in the Sky- as Aqua
- Mahou Shoujo Lyrical Nanoha A's Portable: The Battle of Aces as Nanoha Takamachi
- Tales of Phantasia: Narikiri Dungeon X as Etos
- Umineko no Naku Koro ni: Majo to Suiri no Rondo as Bernkastel

2011
- Kikokugai -Reichin Rinrinshan- as Ruili Kong

2017
- Honkai Impact 3rd as Theresa Apocalypse

## Danh sách đĩa nhạc
| - 1997: WHAT'S NEW PUSSYCAT? - 2001: Tenshi wa Hitomi no Naka ni - 2002: Hana-furi Tsukiyo to Koi-youbi. - 2003: Aozora ni Yureru Mitsugetsu no Kobune. - 2005: Kohaku no Uta, Hitohira - 2006: Gin no Senritsu, Kioku no Mizuoto. - 2008: Izayoi no Tsuki, Canaria no Koi. - 2009: Komorebi no Rosette - 2010: Citron no Ame - 2003: True Romance - 2007: Sincerely Dears... - 2002: sweet chick girl - 2004: Peachy Cherry Pie - 2004: Yukari Tamura Summer Live 2004 - Sugar Time Trip - 2006: ＊Cutie Cutie Concert 2005＊ at Tokyo International Forum - 2007: Yukari Tamura Live 2006-2007 Pinkle Twinkle☆Milky Way - 2008: Love♥Live *Chelsea Girl* - 2009: Love♥Live *Dreamy Maple Crown* - 2010: Love♥Live *Princess a la mode* - 2009: Love♥Live *Dreamy Maple Crown* - 2010: Love♥Live *Princess a la mode* | - 1997: "Yūki o Kudasai" - 1997: "WE CAN FLY" (duet with Yuria Hama) - 1997: "Kagayaki no Kisetsu" - 1998: "REBIRTH ~Megami Tensei~" - 1999: "Kitto Ieru" - 2001: "summer melody" - 2002: "Love parade" - 2002: "Baby's Breath" - 2003: "Lovely Magic" - 2003: "Nemurenu Yoru ni Tsukamaete" - 2004: "Yumemizuki no Alice" - 2004: "Little Wish ~lyrical step~" - 2005: "Koi seyo Onnanoko" - 2005: "Spiritual Garden" - 2006: "Dōwa Meikyū" - 2006: "Princess Rose" - 2007: "Hoshizora no Spica" - 2007: "Beautiful Amulet" - 2008: "mon chéri" - 2008: "Bambino Bambina" - 2008: "Tomorrow" - 2009: "Metausa-hime ~Kuro Yukari Ōkoku Misa~" - 2009: "You & Me" - 2010: "My wish My love" - 2010: "Oshiete A to Z" - 2011: "Platinum Lover's Day" |

## Hòa nhạc
| - First Live: Aozora ni Yureru Mitsugetsu no Kobune. - Summer Live☆*Sugar Time Trip* - Countdown Event 2004-2005: Chiisa na Onegai☆Chiisa na Ippo - Live Tour 2005 *Spring fever* - ＊Cutie Cutie Concert 2005＊ at Tokyo International Forum - Concert Tour 2006 *fancy baby doll* - *Pinkle☆Twinkle Party* 2006 Winter supported by ANIMAX - 2007 Summer * Sweet Milky Way * - Love♥Live 2008 *Chelsea Girl* - Love♥Live 2009 *Dreamy Maple Crown* - Love♥Live 2009-2010 *Princess a la mode* - Love♥Live 2011 Spring *Mary Rose* | - Animelo Summer Live 2008 - Animelo Summer Live 2009 - Animelo Summer Live 2010 |

## Xuất bản
- Sora Iro
Phát hành 10 tháng 10 năm 2007